# Taron Egerton
Taron Egerton (Birkenhead, 10 november 1989) is een Welsh acteur. Hij is bekend van zijn hoofdrollen in de films Kingsman: The Secret Service (2014), Kingsman: The Golden Circle (2017), Eddie the Eagle (2016), Robin Hood (2018) en Rocketman (2019).

## Biografie
Taron Egerton werd in 1989 geboren in het Engelse Birkenhead. Zijn ouders zijn uit Liverpool afkomstig. Een grootmoeder van Egerton was van Welshe afkomst. Zijn naam is afgeleid van "Taran", wat Welsh is voor "donder". Op jonge leeftijd verhuisde hij met zijn familie naar Anglesey (Wales). Nadien verhuisde hij naar Llanfairpwllgwyngyll, waar hij een groot deel van zijn jeugd doorbracht, tot hij op twaalfjarige leeftijd met zijn gezin naar Aberystwyth trok. Egerton beschouwt zichzelf dan ook als Welshman.
Egerton volgde een acteeropleiding aan de Royal Academy of Dramatic Art en behaalde in 2012 zijn bachelordiploma. In 2011 maakte hij zijn acteerdebuut in de korte film Pop.
Zijn grote doorbraak volgde in 2014, toen hij de hoofdrol mocht vertolken in de spionagekomedie Kingsman: The Secret Service van regisseur Matthew Vaughn. In 2016 kroop hij in de huid van schansspringer Eddie the Eagle in de gelijknamige biopic van acteur-regisseur Dexter Fletcher.

## Discografie

### Singles
| Single met hitnotering(en) in de Vlaamse Ultratop 50 | Datum van verschijnen | Datum van binnenkomst | Hoogste positie | Aantal weken | Opmerkingen    |
| ---------------------------------------------------- | --------------------- | --------------------- | --------------- | ------------ | -------------- |
| (I'm gonna) love me again                            | 17-05-2019            | 25-05-2019            | tip32           | -            | met Elton John |